# Chjalta (pueblo)
Chjalta (en georgiano: ჩხალთა; en abjasio: Чҳалҭа) es una aldea que pertenece a la parcialmente reconocida República de Abjasia, parte del distrito de Gulripshi, aunque de iure pertenece al municipio de Gulripshi de la República Autónoma de Abjasia de Georgia.

## Geografía
Chjalta se encuentra en la parte superior del valle de Kodori, en la confluencia de los ríos Kodori y Chjalta. La aldea está a 73 km de Gulripshi y se administra desde el pueblo de Azhara.

## Historia
El territorio estuvo controlado por el líder esvano Emzar Kvitsiani, siendo la base de la milicia "Monadire" ("cazadores"). En 2006 el gobierno georgiano desarmó esa milicia y trasladó allí al gobierno de la República Autónoma de Abjasia. Hasta agosto de 2008, Chjalta estuvo controlado por el gobierno georgiano con el nombre de Alta Abjasia. La localidad era la sede de la República Autónoma de Abjasia, reconocida por Georgia como el único gobierno legítimo de Abjasia. En la zona se desarrolló un amplio programa de rehabilitación. 
El 12 de agosto de 2008, las fuerzas abjasias tomaron el control de Chjalta y de la mayoría del valle de Kodori, también conocido como la Alta Abjasia. La mayoría de los habitantes de Chjalta huyeron del avance de las tropas y aún no han regresado.

## Demografía
La evolución demográfica de Chjalta entre 1959 y 2002 fue la siguiente:
| 196                                                 | 157 | 140 |
| (Fuente: Population of Abkhazia since Soviet times) |     |     |

Según el censo de 2002, el 99% de la población georgianos del subgrupo de los esvanos.

## Infraestructura

### Transporte
El único camino de acceso tiene baches profundos y solo se puede acceder a ellos con caballos o vehículos con tracción en las cuatro ruedas. El camino está cubierto de nieve durante ocho meses al año y solo se puede llegar al pueblo en helicóptero.